# Viêtnamo-Américains
Les Viêtnamo-Américains (en vietnamien : Người Mỹ gốc Việt et en anglais : Vietnamese Americans) sont les Américains d'origine vietnamienne. Ils représentent environ la moitié de tous les Vietnamiens d'outre-mer (Việt Kiều) et sont le quatrième plus grand groupe des Asio-Américains. Population résiduelle jusque dans les années 1970, la population vietnamo-américaine croît largement à la suite de la guerre du Viêt Nam, du fait de l’arrivée de nombreux réfugiés.

## Histoire

### Avant 1975
L'histoire des Viêtnamo-Américains est relativement récente. Avant 1975, la plupart des Vietnamiens résidant aux États-Unis étaient les épouses et enfants de soldats ou universitaires américains. Les registres indiquent que quelques Vietnamiens (y compris Hô Chi Minh) vinrent et pratiquèrent des travaux domestiques à la fin du XIXe siècle et au début du XXe siècle,.
Selon le Immigration and Naturalization Service, 650 Vietnamiens arrivent aux États-Unis entre 1950 et 1974, mais ces données excluent les étudiants, diplomates et les recrues militaires.

### Vague migratoire de 1975

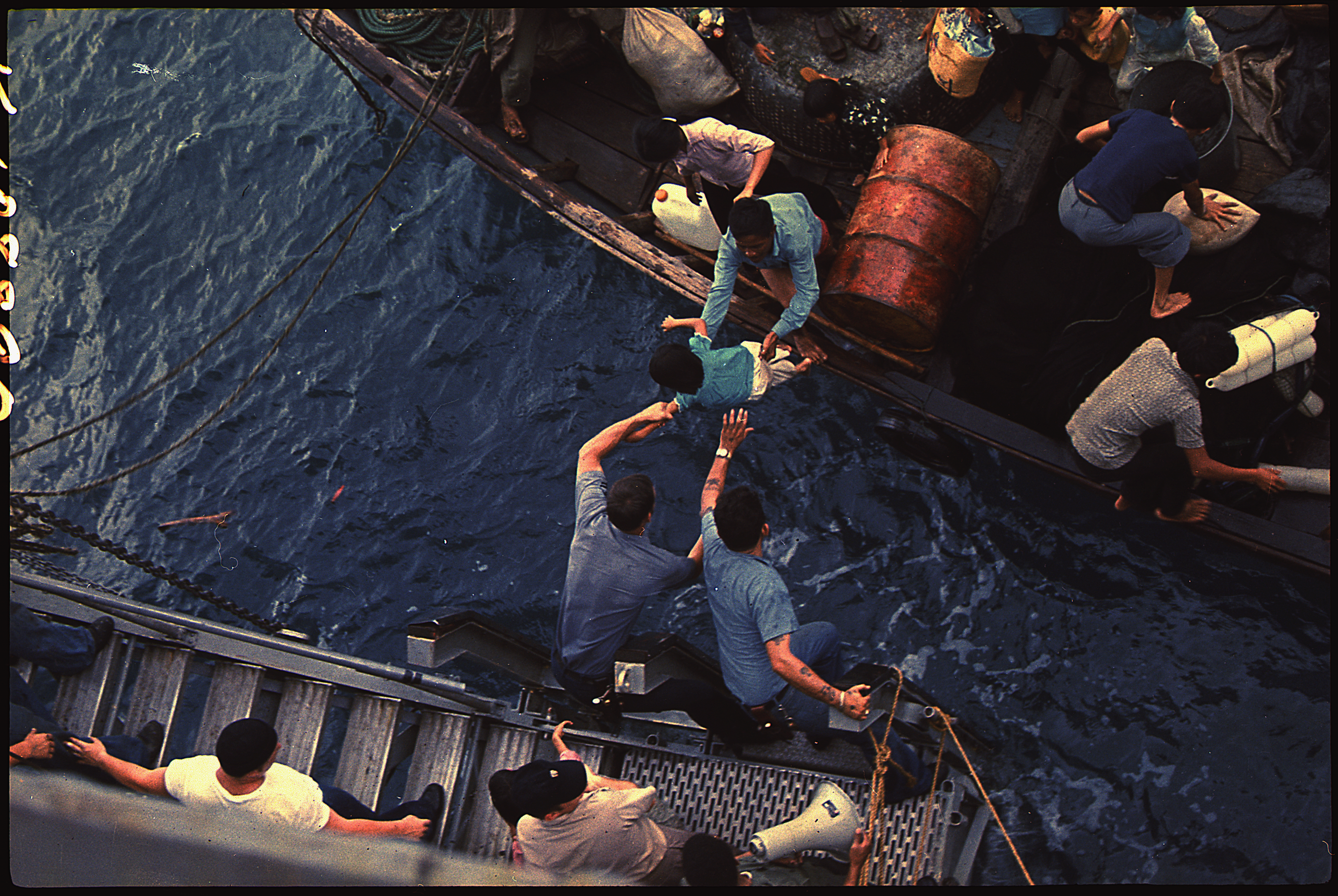
Des réfugiés sud-vietnamiens aidés par un navire de l'US Navy en 1975.

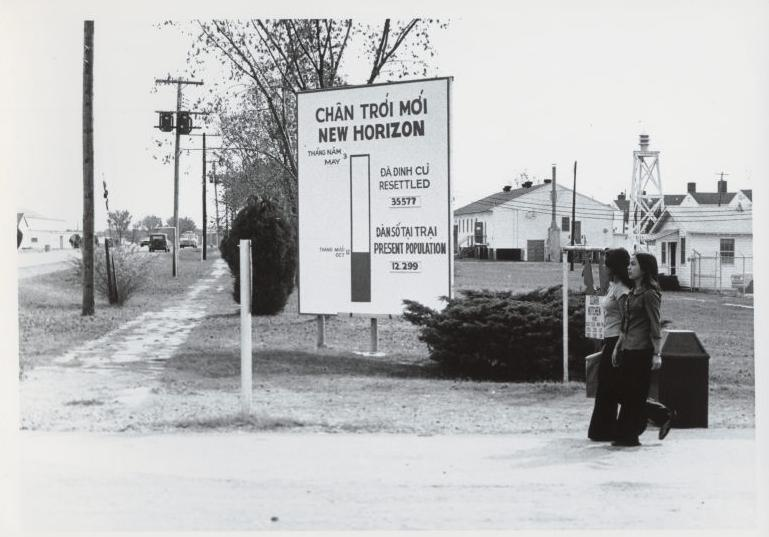
Réfugiés vietnamiens à Fort Chaffee en Arkansas à la fin des années 1970.

Le 30 avril 1975, la chute de Saïgon, qui met fin à la guerre du Viêt Nam, entraîne une large vague migratoire ; notamment de nombreuses personnes liées au gouvernement de la république du Viêt Nam et craignant des représailles de la part des communistes. Cette première vague migratoire est caractérisée par son haut niveau d'éducation, son confort financier et sa maîtrise de l’anglais. Aussi, parmi cette première vague migratoire, beaucoup savaient aussi parler le Français.
Selon les données de 1975 du département d'État des États-Unis, plus de 30 % des chefs de ménages issus de cette vague migratoire sont des professionnels de la santé ou des cadres techniques, 16,9 % travaillent dans les transports, et 11,7 % occupaient un poste clérical ou dans la vente au Vietnam. Moins de 5 % sont des pêcheurs ou des paysans.
L'évacuation des migrants est organisée en trois grandes vagues. La semaine précédant la chute de Saïgon, 15 000 personnes quittent le Vietnam à bord de vols réguliers, alors que 80 000 autres personnes embarquent des avions spécialement affrétés à cet effet. Enfin, d'autres individus sont transportés à bord de bateaux américains. Durant le printemps 1975, 125 000 personnes quittent le Vietnam du Sud, puis 5 000 en 1976 et 1977. Ils arrivent dans des camps de réfugiés aux Philippines et à Guam, avant d'être transférés dans des bases militaires américaines, telles que Camp Pendleton (Californie), Fort Chaffee (en) (Arkansas), Eglin Air Force Base (Floride) et Fort Indiantown Gap (Pennsylvanie). Par la suite, ils sont assignés à une agence VOLAG (en) ayant pour but de les accompagner dans leur installation aux États-Unis,.
Au début, les Vietnamiens font face à une forte hostilité de la part des Américains, en grande partie liée au souvenir encore récent de la guerre. Selon un sondage réalisé en 1975, seulement 36 % des Américains sont alors favorables à l'immigration vietnamienne. Toutefois le gouvernement américain déclare avoir une obligation morale vis-à-vis des réfugiés. Le président Gerald Ford et le Congrès s'accordent ainsi pour voter en 1975 l'Indochina Migration and Refugee Assistance Act (en), qui autorise les réfugiés vietnamiens à se rendre aux États-Unis avec un statut spécial et accorde une aide 405 millions de dollars. Afin d'éviter la formation d'enclaves ethniques et de minimiser leur impact sur les communautés locales, les réfugiés sont éparpillés à travers le pays.

### Après 1975
Une seconde vague migratoire s'étend de 1978 au milieu des années 1980. L'instabilité politique et économique sous le nouveau gouvernement communiste mène à l'émigration sans précédent au Vietnam. Des Vietnamiens du Sud, particulièrement d'anciens gradés de l’armée et des employés du gouvernement, sont envoyés dans des « camps de rééducation », qui étaient en réalité des camps de concentration. La famine est alors également courante et les entreprises sont saisies et nationalisées. Enfin, les relations sino-vietnamiennes se tendent lorsque les deux pays s'affrontent lors de la guerre sino-vietnamienne. Pour échapper, de nombreux Vietnamiens du Sud embarquent à bord de petits et précaires bateaux de pêche. Ils sont alors surnommés « boat-people ». Les survivants sont secourus par des bateaux étrangers et envoyés dans des camps de réfugiés en Thaïlande, Malaisie, Singapour, Indonésie, Hong Kong, ou aux Philippines, d'où ils rejoignent les pays qui acceptent de les accueillir,,.
Alors que plus de 70 % des premiers immigrés proviennent de zones urbaines, les « boat-people » sont généralement de pauvres paysans et pêcheurs ou de petits commerçants issus de petites villes ou encore d'anciens militaires.
La situation critique des « boat-people » force les États-Unis à agir. Ainsi le Refugee Act of 1980 (en) abaisse les restrictions à l'entrée sur le territoire des réfugiés vietnamiens. De 1978 à 1982, 280 500 réfugiés vietnamiens sont ainsi admis En 1979, l'Orderly Departure Program (ODP) est créé sous la direction du Haut Commissariat des Nations unies pour les réfugiés (UNHCR) afin de permettre l'émigration des Vietnamiens aux États-Unis et dans d'autres pays. D'autres lois permettent par la suite aux enfants amérasiens ainsi qu'aux anciens prisonniers politiques et leurs familles d'entrer aux États-Unis.
L'immigration vietnamienne connait un pic en 1992, lorsque de nombreux prisonniers de camps de rééducation sont libérés et peuvent rejoindre leurs familles grâce au regroupement familial.
Bien que l'immigration vietnamienne se maintient à rythme soutenu, le schéma migratoire depuis le Vietnam a largement évolué. Alors qu'elle était largement le fait de réfugiés, la migration vietnamienne est désormais essentiellement basée sur le regroupement familial. Aussi, alors qu'en 1982, 99 % des Vietnamiens obtenant un droit de séjour permanent étaient des réfugiés, ceux-ci ne représentent plus que 1 % des nouveaux arrivants.

## Démographie
| Indicateur                             | Viêtnamo-Américains | États-Unis |
| -------------------------------------- | ------------------- | ---------- |
| Personnes de moins de 5 ans            | 6,4 %               | 6,2 %      |
| Personnes de moins de 18 ans           | 25,7 %              | 23 %       |
| Personnes de plus de 65 ans            | 8,9 %               | 14,5 %     |
| Femmes                                 | 51,6 %              | 50,8 %     |
| Vétérans                               | 1,7 %               | 8,3 %      |
| Personnes nées étrangères à l'étranger | 62,5 %              | 13,2 %     |
| Personnes étrangères                   | 15,5 %              | 7,0 %      |
| Personnes sans assurance maladie       | 15,5 %              | 13 %       |
| Personnes avec un handicap             | 7,6 %               | 12,4 %     |
| Revenus annuels                        | 23 339 $            | 28 930 $   |
| Personnes sous le seuil de pauvreté    | 15 %                | 15,5 %     |
| Diplômés du lycée                      | 72,2 %              | 86,7 %     |
| Diplômés de l'université               | 27,9 %              | 29,8 %     |

Les Viêtnamo-Américains représentent plus de la moitié de la diaspora vietnamienne dans le monde, et 0,6 % de la population des États-Unis en 2010.
La majorité des Viêtnamo-Américains vivent sur la côte ouest des États-Unis et au Texas. Les zones ou ils résident en nombre sont appelées Little Saigon.
| Rang | Ville                        | Nombre  | %    | Commentaire                                                                                                 |
| ---- | ---------------------------- | ------- | ---- | --- |
| 1    | San José (Californie)        | 100 486 | 10,6 | Cité comptant le plus de Viêtnamo-Américains en dehors du Vietnam.                                          |
| 2    | Garden Grove (Californie)    | 47 331  | 27,7 | Partie du Little Saigon du comté d'Orange.                                                                  |
| 3    | Westminster (Californie)     | 36 058  | 40,2 | Partie du Little Saigon du comté d'Orange. Cette ville a le plus fort pourcentage.                          |
| 4    | Houston (Texas)              | 34 838  | 1,7  | Le Little Saigon à Houston est localisé dans le district de Midtown à côté du Chinatown de l'agglomération. |
| 5    | San Diego (Californie)       | 33 149  | 2,5  | Le Little Saigon dans le quartier de City Heights, San Diego (en).                                          |
| 6    | Santa Ana (Californie)       | 23 167  | 7,1  | Partie de Little Saigon du comté d'Orange.                                                                  |
| 7    | Los Angeles (Californie)     | 19 969  | 0,5  | À côté du comté d'Orange.                                                                                   |
| 8    | Anaheim (Californie)         | 14 706  | 4,4  | Partie du Little Saigon du comté d'Orange.                                                                  |
| 9    | Philadelphie (Pennsylvanie)  | 14 431  | 0,9  | |
| 10   | New York (New York)          | 13 387  | 0,2  | |
| 11   | Seattle (Washington)         | 13 252  | 2,2  | |
| 12   | San Francisco (Californie)   | 12 871  | 1,6  | |
| 13   | Portland (Oregon)            | 12 796  | 2,2  | |
| 14   | Arlington (Texas)            | 12 602  | 3,4  | Dans la région de Dallas/Fort Worth Metroplex                                                               |
| 15   | Fountain Valley (Californie) | 11 431  | 20,7 | Dans le comté d'Orange                                                                                      |
| 16   | Boston (Massachusetts)       | 10 916  | 1,8  | Enclavé dans la ville de Quincy.                                                                            |
| 17   | Garland (Texas)              | 10 373  | 4,6  | Dans le Dallas/Fort Worth Metroplex                                                                         |
| 18   | Milpitas (Californie)        | 10 356  | 15,5 | Près de San José                                                                                            |
| 19   | Oklahoma City (Oklahoma)     | 10 095  | 1,7  | |

### Langues
Selon l'American Community Survey pour la période 2012-2016, 1 454 192 personnes âgées de plus 5 ans déclarent parler vietnamien à la maison, soit 0,49 % de la population totale des États-Unis et 76,32 % de la population vietnamo-américaine à la même époque.

### Religions
Selon le Pew Search Center, en 2012, 43 % des Viêtnamo-Américains sont bouddhistes, 20 % sont sans religion, 30 % sont catholiques, 4 % sont protestants conventionnels, 2 % sont protestants évangélistes et 1 % pratiquent une autre religion.

## Relations entre les États-Unis et le Viêt Nam
Aujourd'hui, concernant les relations entre les États-Unis et le Viêt Nam, les Vietnamiens sont plutôt américanophiles avec 78 % d'opinions favorables en juin 2015 ; l'anglais est parlé par 5 000 000 de Vietnamiens, dont les locuteurs dits « partiels »[Quand ?]. Le fait que les premières générations de Viêtnamo-Américains aient fui leur terre natale pour raisons politiques font que ceux-ci sont généralement opposés à un rapprochement entre les deux gouvernements.[réf. nécessaire]

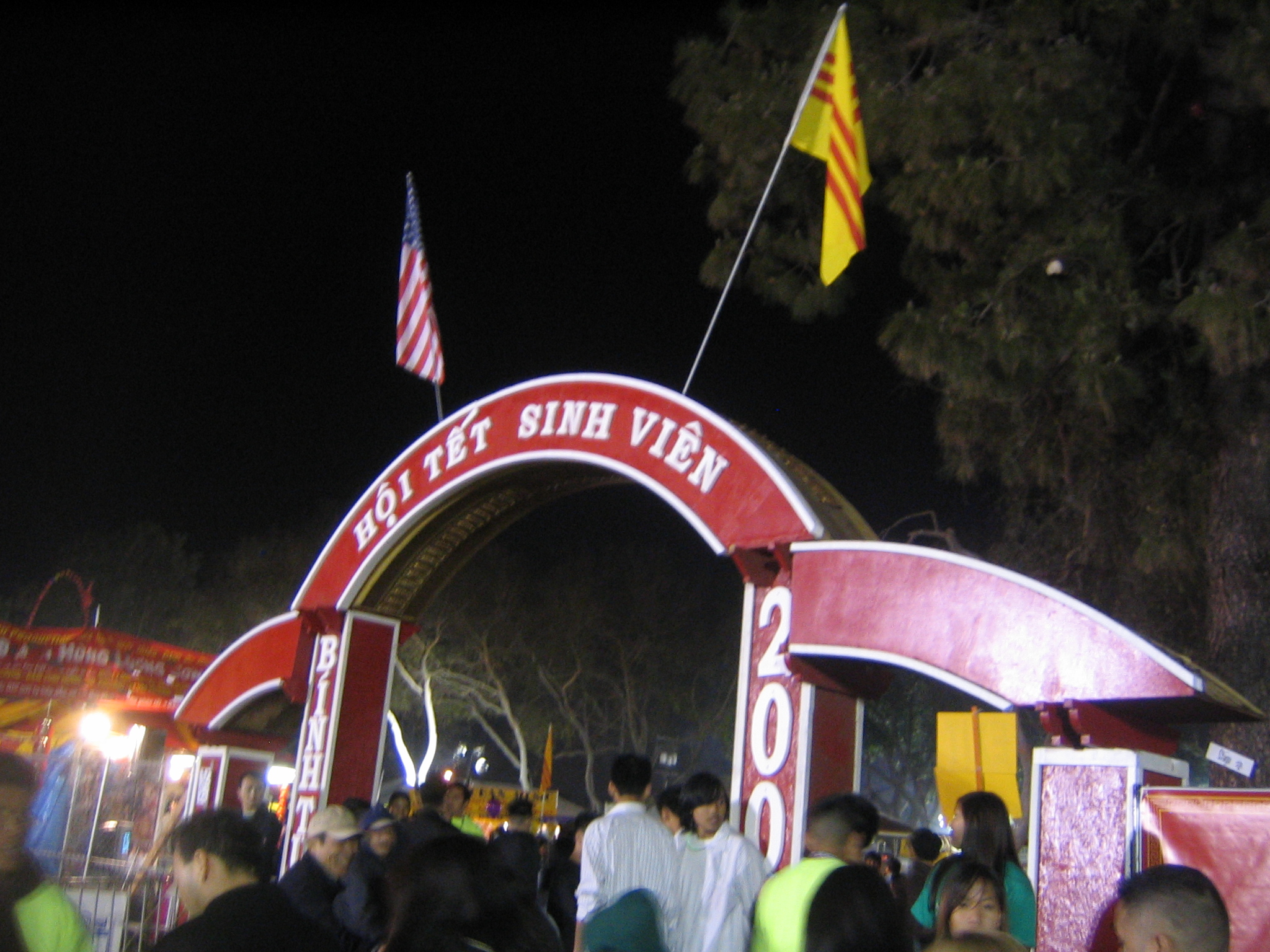
Fête du Têt à Little Saigon, comté d'Orange (Californie).
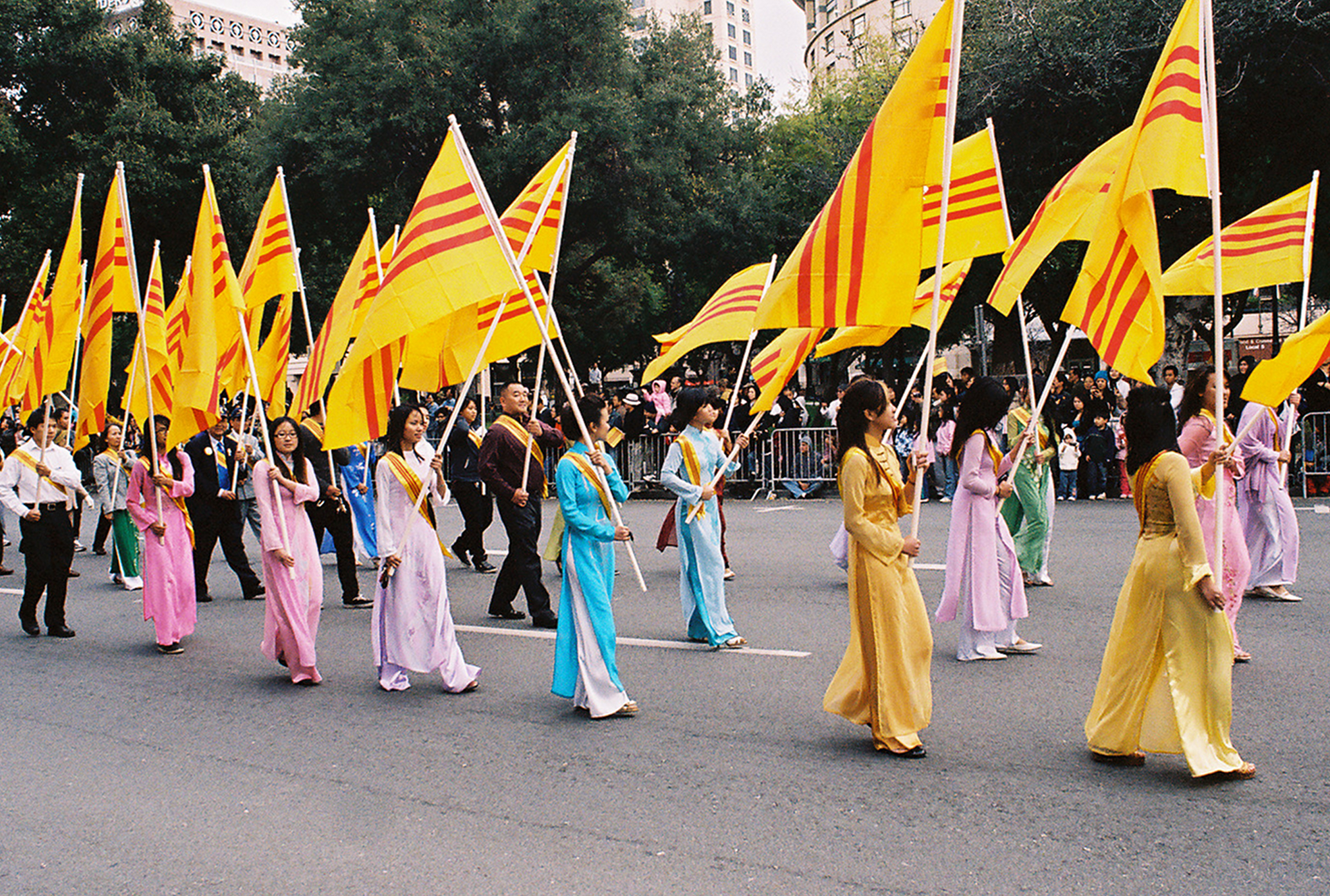
Lors des célébrations de la communauté viêtnamo-américaine, ici à San José en 2009, c'est le drapeau du Sud-Viêtnam qui est mis à l'honneur.

## Sociologie électorale
| Candidat | Candidat    | 2012 | 2016 |
| -------- | ----------- | ---- | ---- |
|          | Démocrate   | 61 % | 61 % |
|          | Républicain | 37 % | 34 % |
|          | Autres      | 2 %  | 6 %  |

## Personnalités

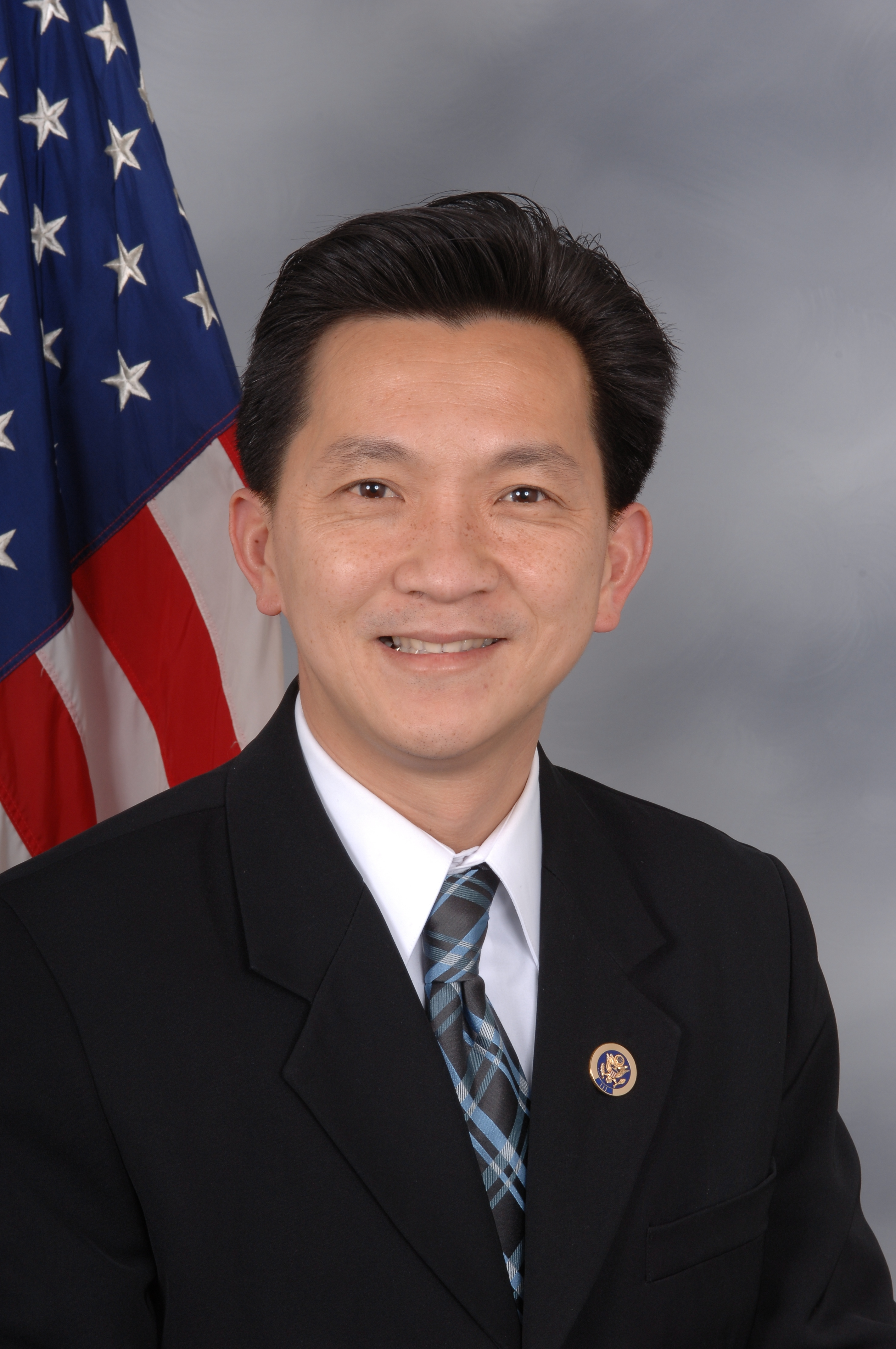
Joseph Cao, premier Viêtnamo-Américain élu au Congrès de 2009 à 2011.
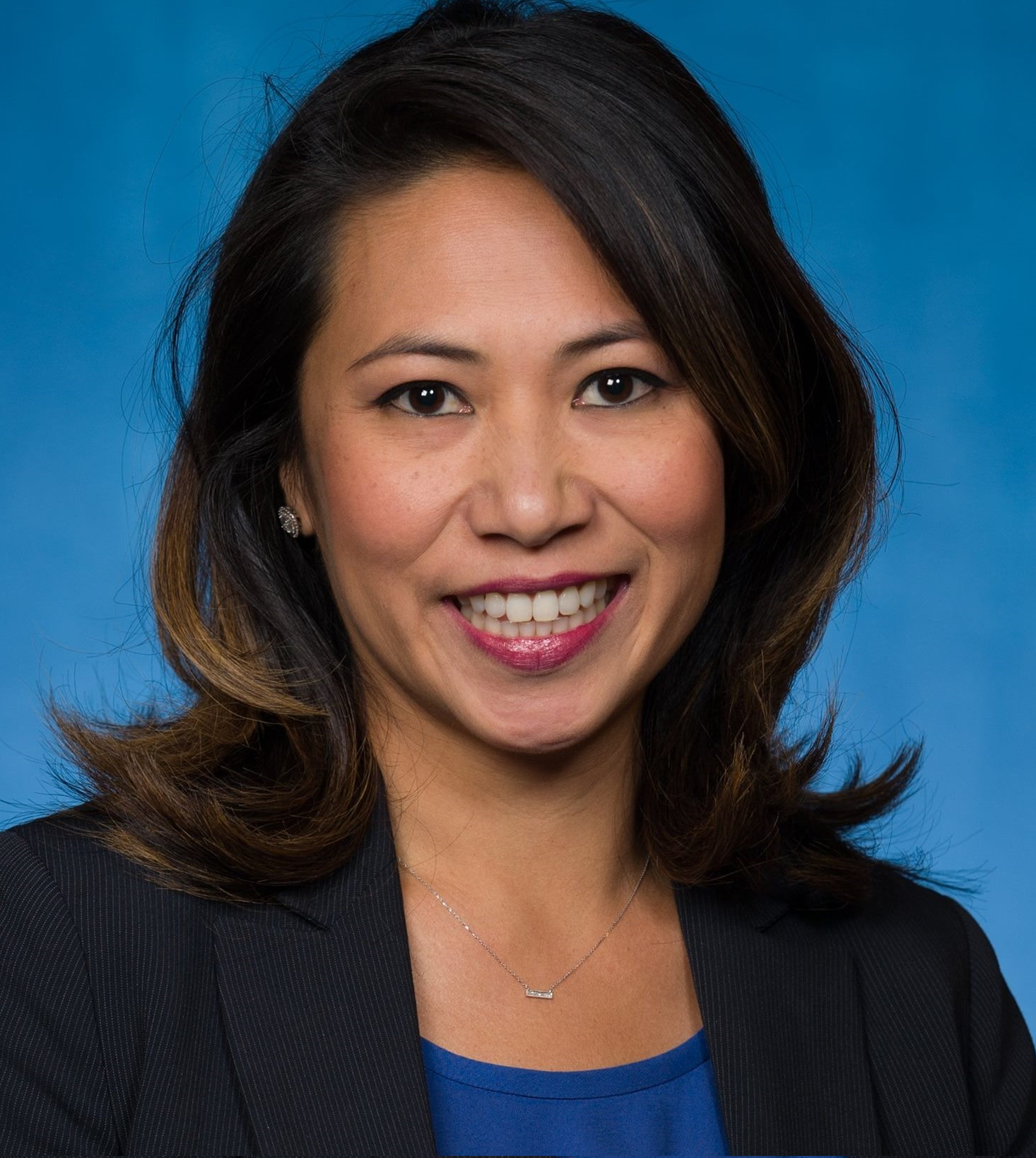
Stephanie Murphy, première Viêtnamo-Américaine élue au Congrès en 2016.
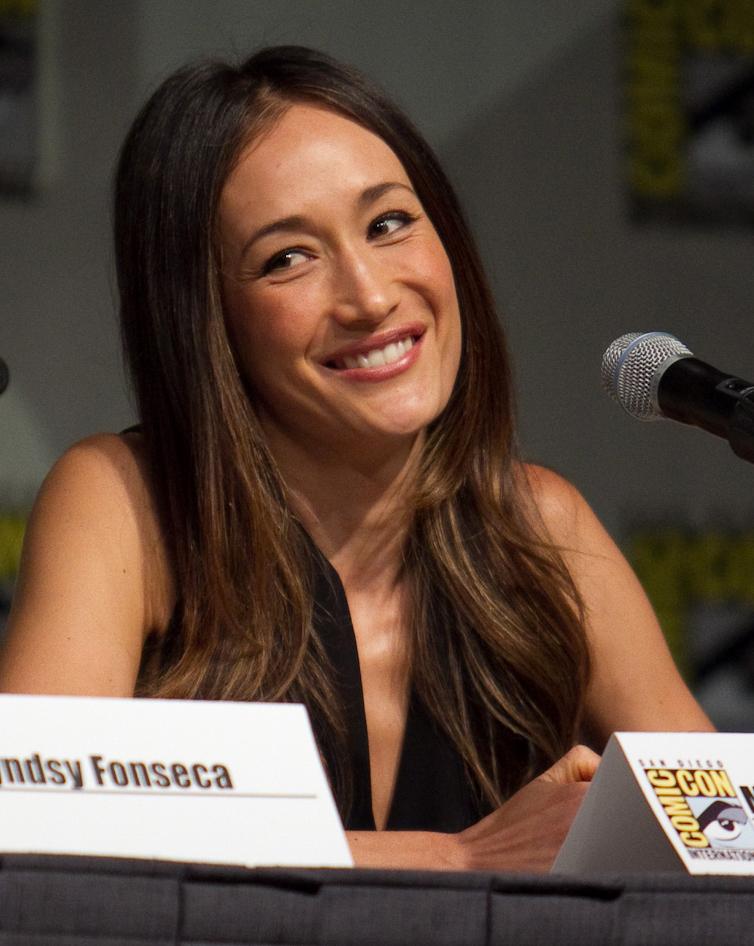
Maggie Q, actrice.
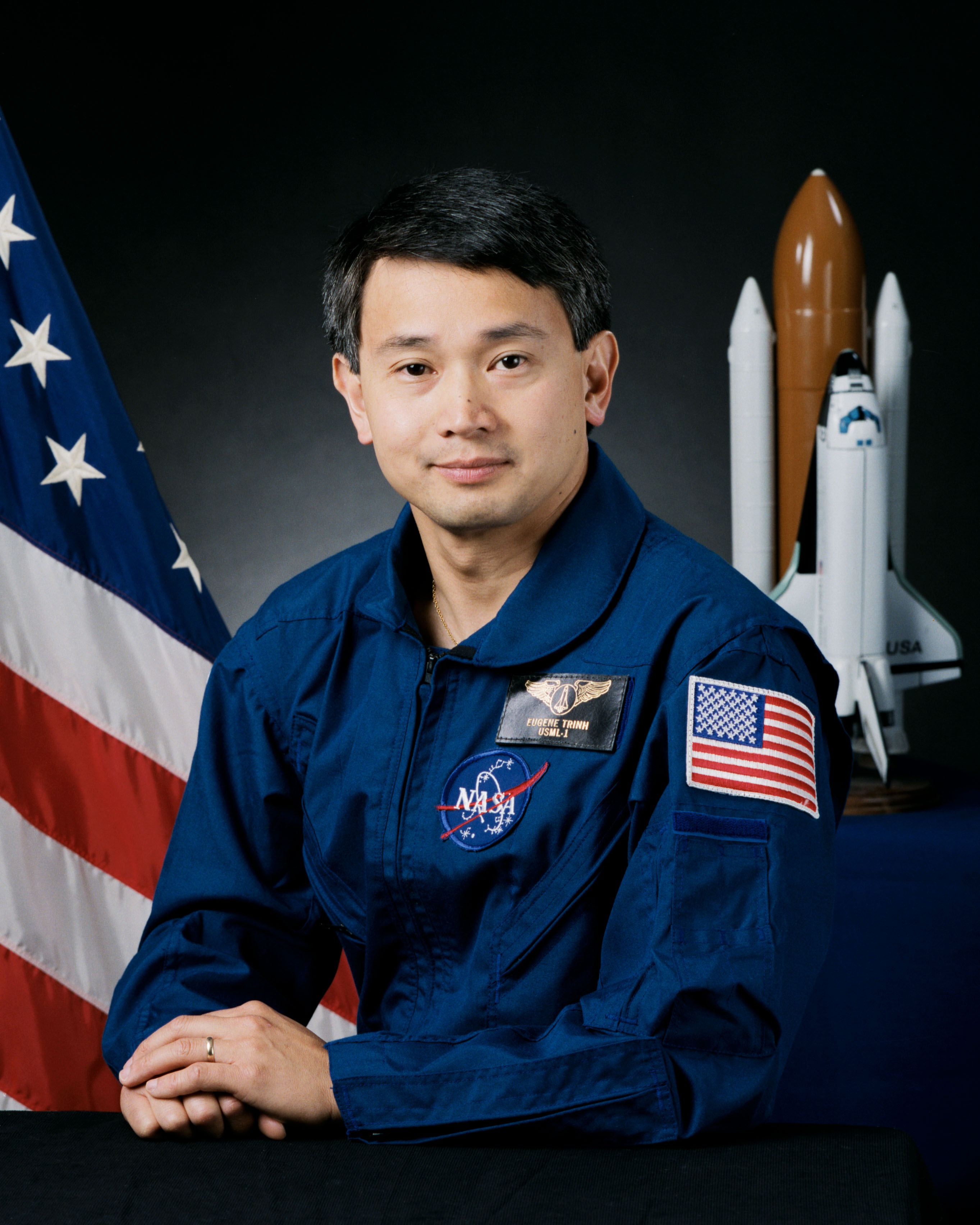
Eugene H. Trinh, astronaute.
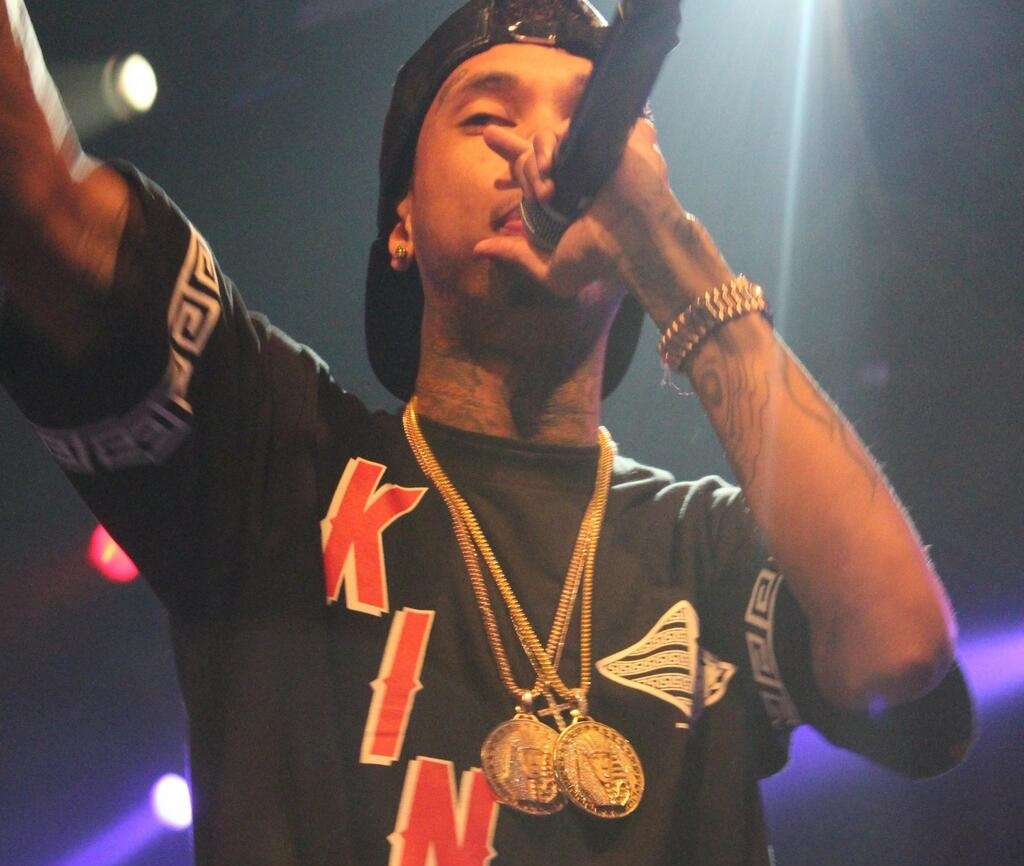
Tyga, rappeur.